# Tofte (Asker)
Pour les articles homonymes, voir Tofte.
Tofte est une ville de la municipalité de Asker dans le comté d'Akershus, en Norvège.

## Description
Tofte est situé sur la péninsule de Hurumlandet le long du côté est de l'Oslofjord. La ville est maintenant connue pour l'usine de la Södra Cell Tofte (en), une usine de cellulose qui est sa principale industrie.

## Réserve naturelle
La flore et l'avifaune sont particulièrement riches sur les îles de Tofteholmen, Ranvikholmen et Mølen (qui sont toutes préservées en tant que réserve naturelle).
Il y a aussi la réserve naturelle de Sandbukta-Østnestangen, créée en 2007, qui est située sur le littoral sud-ouest.

## Galerie

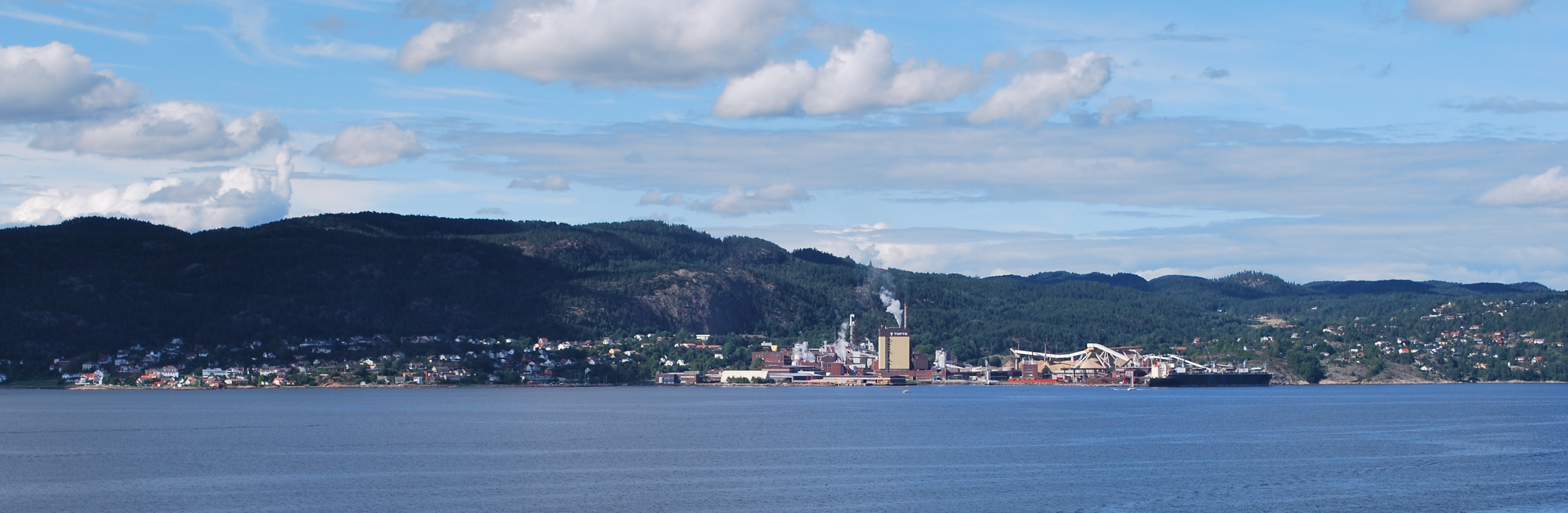
Tofte, vue du fjord
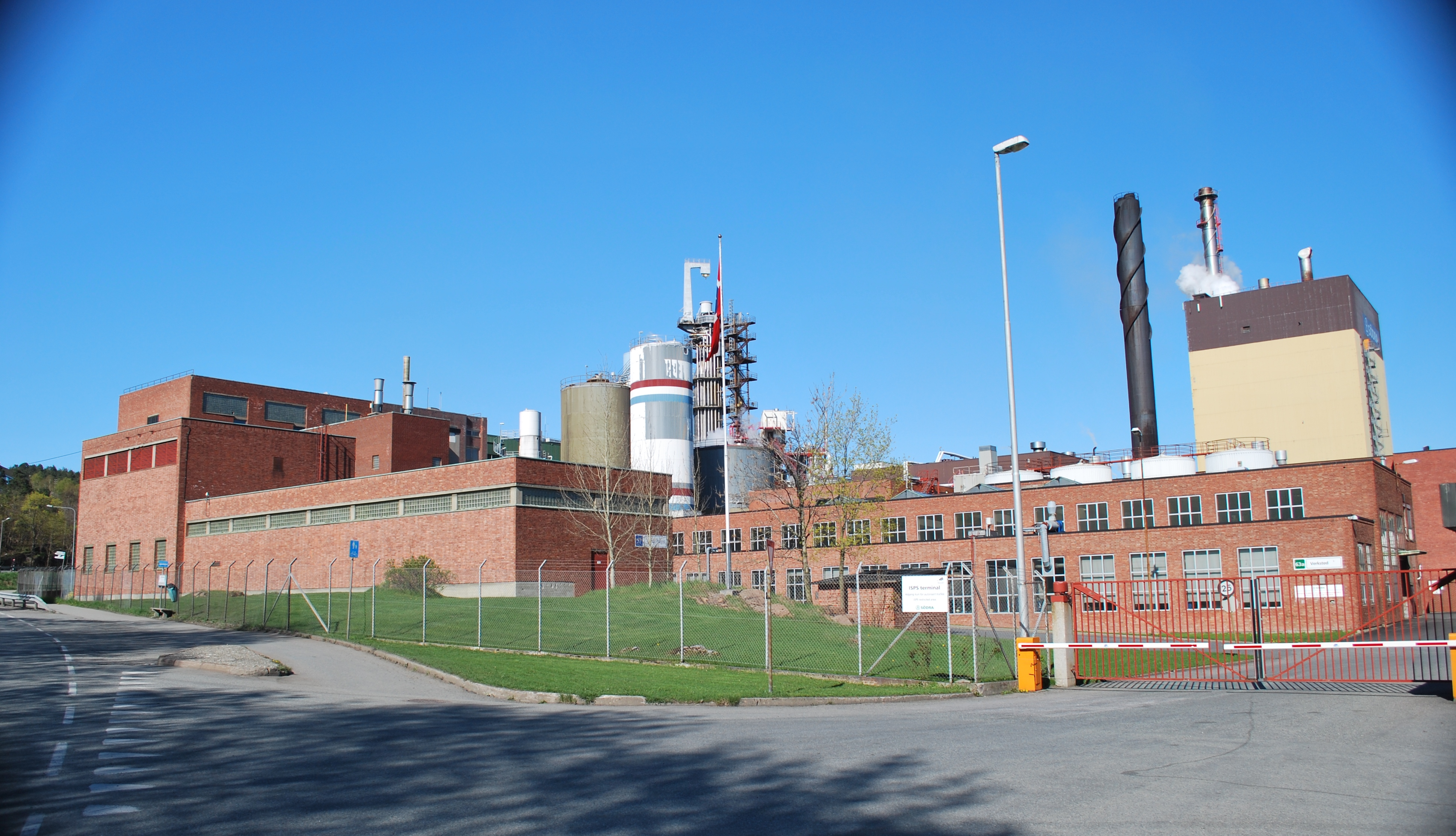
Usine Sødra Cell Tofte
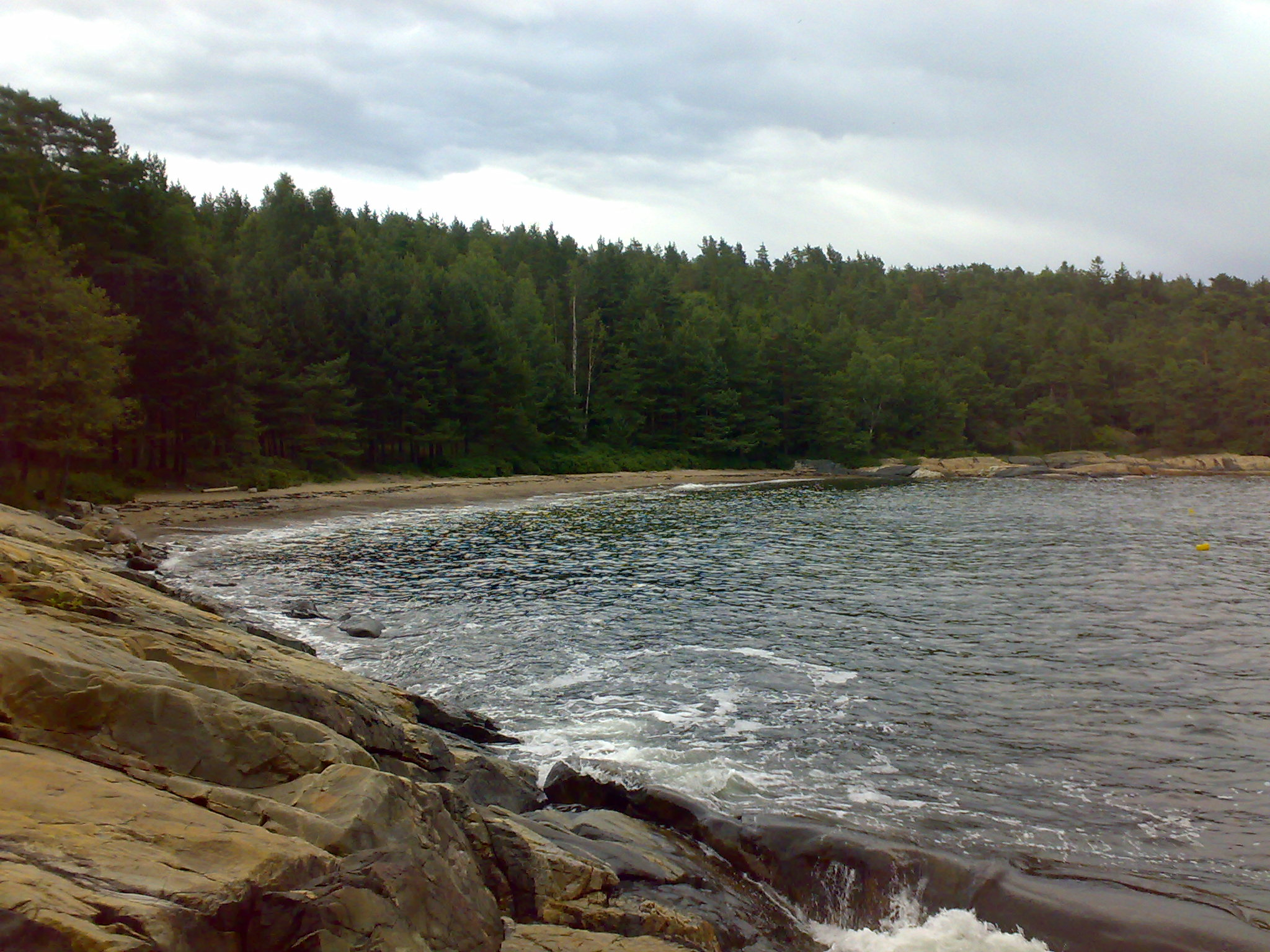
Littoral de la réserve naturelle